# Entomobryomorpha
Entomobryomorpha is een orde van springstaarten en telt 3691 beschreven soorten.

## Taxonomie
- Superfamilie Tomoceroidea - Szeptycki A, 1979 (199 soorten)
  - Familie Oncopoduridae - Carl J & Lebedinsky J, 1905
  - Familie Tomoceridae - Schäffer, 1896
- Superfamilie Isotomoidea - Szeptycki, 1979 (1322 soorten)
  - Familie Isotomidae - Schäffer, 1896 
    - Onderfamilie Anurophorinae - Börner C, 1901
    - Onderfamilie Proisotominae - Stach, 1947
    - Onderfamilie Isotominae - Schäffer, 1896
    - Onderfamilie Pachyotominae - Potapov MB, 2001

  - Familie Actaletidae - Börner, 1902
  - Familie Protentomobryidae - Folsom, 1937
- Superfamilie Entomobryoidea - Womersley, 1934 (2168 soorten)
  - Familie Microfalculidae - Massoud & Betsch, 1966
  - Familie Praentomobryidae - Christiansen, KA et Nascimbene, P, 2006
  - Familie Entomobryidae - Schäffer, 1896
    - Onderfamilie Capbryinae - Soto-Adames FN, Barra J-A, Christiansen K & Jordana R, 2008
    - Onderfamilie Orchesellinae - Börner C, 1906
    - Onderfamilie Entomobryinae - Schäffer, 1896
    - Onderfamilie Lepidocyrtinae - Wahlgren E, 1906
    - Onderfamilie Seirinae - Yosii R, 1961
    - Onderfamilie Willowsiinae - Yoshii R & Suhardjono YR, 1989

  - Familie Paronellidae - Börner, 1913
    - Onderfamilie Paronellinae - Börner, 1913
    - Onderfamilie Cyphoderinae - Börner, 1913

  - Familie Oncobryidae - Christiansen, KA et Pike, E, 2002
- Superfamilie Coenaletoidea - Soto-Adames FN et al., 2008 (2 soorten)
  - Familie Coenaletidae - Bellinger, 1985